# Vernichtungskrieg

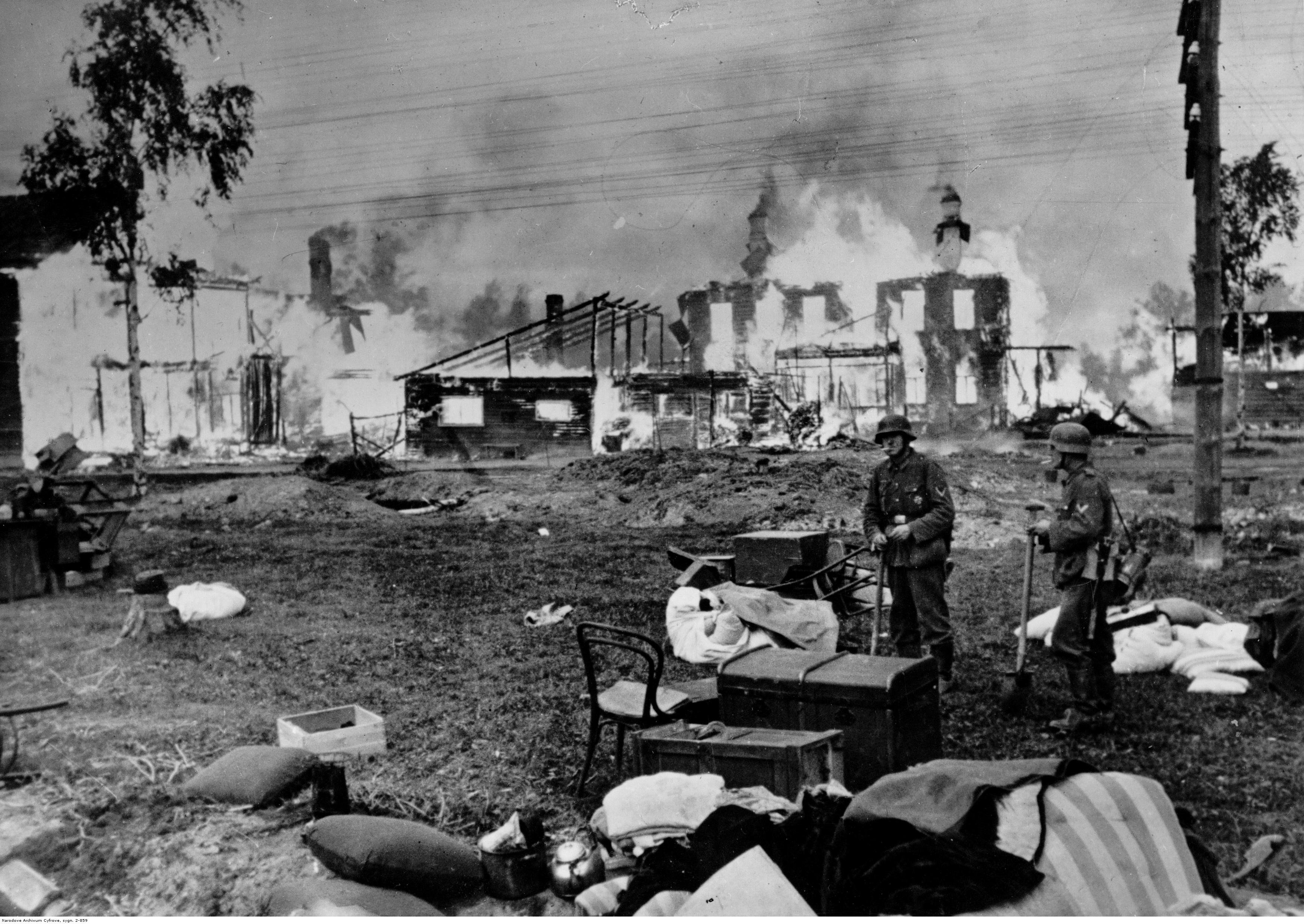
Deutsche Soldaten in den Vororten von Leningrad, September 1941

Ein Vernichtungskrieg ist ein Krieg, dessen Ziel die vollständige Vernichtung eines Staates, eines Volkes oder einer Volksgruppe und die Auslöschung dieser soziopolitischen Entität durch die massenhafte Ermordung der Bevölkerung oder die Zerstörung ihrer Lebensgrundlage ist. Diese Absicht kann sich sowohl nach außen als auch gegen Teile der eigenen Bevölkerung richten. Ziel ist nicht, wie in anderen Kriegen, die Durchsetzung begrenzter politischer Ziele, etwa die Anerkennung eines Rechtszustandes (wie bei einem Unabhängigkeitskrieg), die Verfügungsgewalt über ein umstrittenes Gebiet (wie bei einem Eroberungs- oder Verteidigungskrieg) oder die vollständige militärische Niederringung des feindlichen Staates.

## Merkmale
Vernichtungskrieg wird definiert als eine radikalisierte Form der Kriegführung, in der „alle physisch-psychischen Begrenzungen“ aufgehoben sind.
Der Hamburger Sozialwissenschaftler Jan Philipp Reemtsma sieht einen Krieg, „der geführt wird, um – im schlimmsten Fall – eine Bevölkerung zu vernichten oder auch nur zu dezimieren“, als Kern des Vernichtungskrieges. Die staatliche Organisation des Feindes wird zerschlagen. Kennzeichnend für einen Vernichtungskrieg sind außerdem sein ideologischer Charakter und die Ablehnung von Verhandlungen mit dem Feind, wie der Historiker Andreas Hillgruber am Beispiel des „Unternehmens Barbarossa“ 1941 gegen den „jüdischen Bolschewismus“ gezeigt hat. Die Existenzberechtigung und Vertrauenswürdigkeit des Gegners wird verneint, dieser zum totalen Feind degradiert, mit dem es sich nicht zu verständigen gelte, sondern dem die eigene Einheit „von Volk, Krieg und Politik [als] Triumph der Idee des Vernichtungskrieges“ gegenübergestellt wird.

## Entwicklung

### Herero-Aufstand
Die sozialdemokratische Publizistik brachte den Begriff Vernichtungskrieg in Umlauf, um das Vorgehen gegen die aufständischen Herero zu kritisieren. Im Januar 1904 begann in der damaligen deutschen Kolonie Deutsch-Südwestafrika der Herero-Aufstand. Mit insgesamt etwa 15.000 Mann unter Generalleutnant Lothar von Trotha wurde dieser Aufstand bis zum August 1904 niedergeworfen. Der größte Teil der Herero floh dabei in die fast wasserlose Omaheke, einen Ausläufer der Kalahari. Trotha ließ diese abriegeln und die Flüchtlinge von den wenigen dortigen Wasserstellen verjagen, so dass Tausende Herero mitsamt ihren Familien und Rinderherden verdursteten. Den in die Wüste Gejagten ließ von Trotha im sogenannten Vernichtungsbefehl mitteilen:

„Die Herero sind nicht mehr Deutsche Untertanen. […] Innerhalb der Deutschen Grenze wird jeder Herero mit oder ohne Gewehr, mit oder ohne Vieh erschossen, ich nehme keine Weiber und keine Kinder mehr auf, treibe sie zu ihrem Volke zurück oder lasse auch auf sie schießen.“

Trothas Kriegführung zielte auf die vollständige Vernichtung der Herero ab: „Ich glaube, dass die Nation als solche vernichtet werden muß […]“ Insbesondere Generalstabschef Alfred von Schlieffen und Kaiser Wilhelm II. unterstützten ihn darin. Sein Vorgehen gilt daher als erster Völkermord des 20. Jahrhunderts. Trothas Handeln löste im In- und Ausland Empörung aus; auf Betreiben von Reichskanzler Bernhard von Bülow hob der Kaiser den Vernichtungsbefehl zwei Monate nach den Ereignissen in der Omaheke wieder auf. Trothas Politik blieb bis zu seiner Abberufung im November 1905 aber weitgehend unverändert.

### Ludendorffs Konzeption
Der Vernichtungskrieg war eine Weiterentwicklung des Konzepts des totalen Krieges, wie es 1935 der ehemalige kaiserliche Generalquartiermeister Erich Ludendorff entworfen hatte. Danach müsse in einem kommenden Krieg dem Sieg unbeschränkte Priorität vor allen anderen gesellschaftlichen Belangen eingeräumt werden: Sämtliche Ressourcen müssten kriegswirtschaftlich nutzbar gemacht werden, der Wille der Nation müsse noch vor Ausbruch der Feindseligkeiten durch Propaganda und Diktaturgewalt vereinheitlicht werden, alle zur Verfügung stehenden Waffentechniken müssten eingesetzt werden, wobei auch auf das Völkerrecht keine Rücksicht genommen werden könne. Auch in seinen Zielen sei der totale Krieg unbeschränkt, wie die Erfahrung des Ersten Weltkriegs lehre:

„Ihn führten nicht nur die Wehrmächte der am Kriege beteiligten Staaten, die gegenseitig ihre Vernichtung erstrebten, die Völker selbst wurden in den Dienst der Kriegsführung gestellt, der Krieg richtete sich auch gegen sie selbst und zog sie selbst in tiefste Mitleidenschaft […] Zum Kampf gegen die feindlichen Streitkräfte auf gewaltigen Fronten und weiten Meeren gesellte sich das Ringen gegen die Psyche und Lebenskraft der feindlichen Völker zu dem Zweck, sie zu zersetzen und zu lähmen.“

Bei dieser konzeptuellen Entgrenzung des Krieges konnte Ludendorff aus dem deutschen militärtheoretischen Diskurs schöpfen, der sich in der Auseinandersetzung mit dem Volkskrieg gebildet hatte, dem «französisch guerre à outrance», den die eben entstandene Dritte Französische Republik im Herbst und Winter 1870 gegen die preußisch-deutschen Invasionstruppen geführt hatte.
Außerdem setzte Ludendorff sich mit Carl von Clausewitz und seinem 1832 posthum erschienenen Werk Vom Kriege auseinander, der zwischen „absoluten“ und „beschränkten“ Kriegen unterschieden hatte. Doch auch Clausewitz’ absoluter Krieg war Beschränkungen unterworfen, etwa der Unterscheidung von Kombattanten und Nichtkombattanten, zwischen militärisch und zivil oder zwischen öffentlich und privat. Ludendorff behauptete nun, im totalen Krieg gehe es nicht mehr um „kleinliche politische Zwecke“, auch nicht um „große […] nationale Interessen“, sondern um die schiere „Lebenserhaltung“ der Nation, ihre Identität. Diese existenzielle Bedrohung rechtfertige auch die – mindestens moralische, wenn nicht physische – Vernichtung des Feindes. Ludendorffs Bemühungen, den Krieg (für den er ab 1916 verantwortlich war) zu radikalisieren, stießen auf gesellschaftliche, politische und militärische Hemmnisse. Im Jahr 1935 fielen seine Ratschläge dann, wie der Historiker Robert Foley schreibt, „auf fruchtbaren Boden“; die Zeit schien reif für eine noch radikalere Entgrenzung des Krieges durch die Nationalsozialisten.

### Nationalsozialistische Kriegführung
Der deutsche Vernichtungskrieg zur Eroberung neuen „Lebensraums im Osten“ begann 1939 mit dem Überfall auf Polen und der massenhaften Ermordung polnischer Intellektueller. Als bekanntestes Beispiel eines Vernichtungskrieges gilt der Deutsch-Sowjetische Krieg, der am 22. Juni 1941 mit dem Überfall der Wehrmacht auf die Sowjetunion begann. Der Berliner Historiker Ernst Nolte bezeichnete ihn 1963 in einer viel zitierten Formulierung als „ungeheuerlichsten Versklavungs- und Vernichtungskrieg, den die moderne Geschichte kennt“ und grenzte ihn von einem „Normalkrieg“ ab, wie ihn das nationalsozialistische Deutschland etwa gegen Frankreich geführt habe.
In seiner 1965 erschienenen Habilitationsschrift Hitlers Strategie arbeitete Andreas Hillgruber die auf rassenideologischer Grundlage basierenden Motive des NS-Staates zur vernichtenden Kriegführung gegen die Sowjetunion heraus:
1. die physische Auslöschung der „jüdisch-bolschewistischen“ Elite des Landes und der Juden selbst als deren angebliche biologische Wurzel
2. die Eroberung von Kolonial- und Lebensraum im Osten für das Deutsche Reich und
3. die Unterwerfung und Dezimierung der slawischen Bevölkerung.[14]

Später bezeichnete Hillgruber den Charakter des Unternehmens Barbarossa explizit als „beabsichtigten rassenideologischen Vernichtungskrieg“. Das Unternehmen Barbarossa gilt im allgemeinbildenden Geschichtsunterricht als zeitgeschichtliches Beispiel eines Vernichtungskrieges.
Intensiv diskutiert wurde der Begriff des Vernichtungskriegs in den 1990er Jahren mit Bezug auf die Wehrmachtsausstellung des Hamburger Instituts für Sozialforschung, die das Wort Vernichtungskrieg im Titel trug. Dass es sich beim Unternehmen Barbarossa um einen Vernichtungskrieg handeln würde, hatte Adolf Hitler am 30. März 1941 vor den Generälen der Wehrmacht offen ausgesprochen:

„Kampf zweier Weltanschauungen gegeneinander. Vernichtendes Urteil über Bolschewismus, ist gleich asoziales Verbrechertum. Kommunismus ungeheure Gefahr für die Zukunft. Wir müssen von dem Standpunkt des soldatischen Kameradentums abrücken. Der Kommunist ist vorher kein Kamerad und nachher kein Kamerad. Es handelt sich um einen Vernichtungskampf. Wenn wir es nicht so auffassen, dann werden wir zwar den Feind schlagen, aber in 30 Jahren wird uns wieder der kommunistische Feind gegenüberstehen. Wir führen nicht Krieg, um den Feind zu konservieren. […] Kampf gegen Rußland: Vernichtung der bolschewistischen Kommissare und der kommunistischen Intelligenz. […] Der Kampf wird sich sehr unterscheiden vom Kampf im Westen. Im Osten ist Härte mild für die Zukunft. Die Führer müssen von sich das Opfer verlangen, ihre Bedenken zu überwinden.“

Die Ausrichtung des Unternehmens Barbarossa als von vornherein geplanter Vernichtungskrieg beweisen auch seine am 18. Dezember 1940 erteilte Weisung Nr. 21 sowie die zu dessen Ausführung von der Wehrmacht erarbeiteten Befehle wie der Erlaß über die Ausübung der Kriegsgerichtsbarkeit im Gebiet ‚Barbarossa‘ vom 13. Mai 1941, die Richtlinien für das Verhalten der Truppe in Russland vom 19. Mai 1941 und die Richtlinien für die Behandlung politischer Kommissare vom 6. Juni 1941.
Die deutschen Richtlinien für die Agrarpolitik in den zu erobernden sowjetischen Gebieten sind eines der extremsten Beispiele für eine Raub- und Vernichtungsstrategie. In einer Besprechung der Staatssekretäre vom 2. Mai 1941 wurde das planmäßige Verhungern der Bevölkerung vorbereitet: „Hierbei werden zweifellos zig Millionen Menschen verhungern, wenn von uns das für uns Notwendige aus dem Lande herausgeholt wird.“
Im Kontext des rasseideologischen Vernichtungskrieges sind auch Hitlers Zerstörungsabsichten für Leningrad, Moskau und Kiew zu sehen. Am 16. September 1941 äußerte Hitler gegenüber Otto Abetz:

„Das ‚Giftnest Petersburg', aus dem so lange das asiatische Gift in die Ostsee ‚hinausgequollen' sei, müsse vom Erdboden verschwinden“

Ähnliche Vernichtungsabsichten wie für Moskau und Leningrad konstatiert Ian Kershaw für Stalingrad. Hitler befahl die gesamte männliche Bevölkerung zu beseitigen, da „Stalingrad mit seiner eine Million zählenden, durchweg kommunistischen Einwohnerschaft besonders gefährlich sei“ Generalstabschef Franz Halder notierte: „Stalingrad: männliche Bevölkerung vernichten, weibliche abtransportieren“.

## Andere Beispiele
In Publizistik und Forschung werden auch zahlreiche andere Konflikte als Vernichtungskrieg bezeichnet.
Laut dem Judaisten Daniel Krochmalnik werden den Israeliten in den Vorschriften zum Krieg im 5. Buch Mose des Tanach Vernichtungskriege befohlen. In Dtn 20,16-17  heißt es, sie hätten an Hethitern, Amoritern, Jebusitern und anderen Völkern Kanaans nach Eroberung ihrer Städte „den Bann zu vollstrecken“, das heißt „nichts leben [zu] lassen, was Odem hat“. Dies Vorgehen steht im Kontrast zur in Dtn 20,10-15  befohlenen humanen Behandlung unterworfener Feinde in Gebieten, „die sehr fern von dir liegen“.
1876 verwendete der deutsche Schriftsteller und Historiker Felix Dahn den Begriff erstmals im modernen Sinne: In seinem Historienroman Ein Kampf um Rom lässt er den byzantinischen Feldherrn Narses seinen Feldzug gegen die Goten darauf abzielen, diese Volksgruppe in Italien vollständig auszutilgen, also einen „Vernichtungskrieg gegen ihr gesamtes Volkstum“ zu führen.
Auch für den Dritten Punischen Krieg 149–146 v. Chr., die Varusschlacht oder die Indianerkriege der nordamerikanischen Siedler finden sich Belege, die sie als Vernichtungskriege bezeichnen.
Der Ethnologe Otto Stoll schrieb 1888 von einem Vernichtungskrieg der spanischen Conquistadores gegen die indigene Bevölkerung.
Der ehemalige Mitarbeiter des Militärgeschichtlichen Forschungsamts Joachim Hoffmann bezeichnete 1995 die sowjetische Kriegführung gegen das nationalsozialistische Deutschland als „Vernichtungskrieg“. Er zitiert als Motto eine Rede Josef Stalins vom 6. November 1941, in der dieser erklärte:

„Nun wohl, wenn die Deutschen einen Vernichtungskrieg wollen, so werden sie ihn bekommen (stürmischer, lang anhaltender Beifall). Von nun an wird es unsere Aufgabe, die Aufgabe aller Völker der Sowjetunion, die Aufgabe der Kämpfer, der Kommandeure und der politischen Funktionäre unserer Armee und unserer Flotte sein, alle Deutschen, die in das Gebiet unserer Heimat als Okkupanten eingedrungen sind, bis auf den letzten Mann zu vernichten. Keine Gnade den deutschen Okkupanten!“

Andere Wissenschaftler folgen Hoffmanns Interpretation der Rede nicht, sondern verweisen auf weitere Erklärungen Stalins in den folgenden Monaten, wonach eine Vernichtung Deutschlands keineswegs sein Kriegsziel sei. Hoffmanns Werk als Ganzes wurde mehrheitlich sehr kritisch rezensiert.
Von einem „hemmungslosen Vernichtungskrieg“ (Norbert Blüm) oder seiner englischen Entsprechung war of extermination ist die Rede, wenn von verschiedener Seite das israelische Vorgehen im Nahostkonflikt beschrieben wird. Der in dieser Wortwahl implizierte „Nazi-Vergleich“ gilt als Indiz für sekundären Antisemitismus.
In einer Veröffentlichung des Menschenrechtszentrums der Universität Potsdam aus dem Jahr 1998 wird das Vorgehen des guatemaltekischen Militärs im Bürgerkrieg als „unerbittlichen Vernichtungskrieg gegen die eigene Bevölkerung“ bezeichnet.